# チャットサポート
チャットサポート(Chat Support)とは、文字通りチャットによるサポートであり、閲覧中のWebページ内のチャットボタンをクリックするだけでリアルタイムにWebサイト運営者のサポートをリアルタイムに受けることが出来るシステム。Web上でのリアルタイム顧客対応、コールセンターの新たなサポートチャンネルとして注目されている。米国や中国では一般化されつづあり、日本でも導入企業が増えている。英語ではLive Chat Supportと呼ばれることが多い。
日系IT企業のコールセンターでは、現状、チャットサポートを提供しているところはなく、不況による予算カット、運用経験の無さなどを理由に導入に至らない企業が多い。